# 桑原城之戰
桑原城之戰（日语：／ Kuwabarajōnotatakai）是在天文11年（1542年）6月至7月期間，甲斐守護武田晴信向信濃諏訪領主諏訪賴重於信濃諏訪郡發動的一場合戰。這次合戰實質上導致諏訪惣領家滅亡。

## 概要
在甲斐國的武田信虎擔任家督期間，武田氏在與信濃諏訪氏結盟後著手進攻信濃境內的佐久郡和小縣郡，及後在天文9年（1540年），武田氏與諏訪氏、村上義清聯手向小縣郡出兵。天文10年（1541年）6月，信虎遭長子武田晴信放逐至駿河，武田氏的外交方針亦因而產生變化。
天文9年（1540年），海野棟綱意圖重奪小縣郡卻不敵於武田氏，他繼而向位於上野的關東管領山內上杉憲政請求援軍，憲政向信濃發兵後，諏訪賴重自行與上杉氏談和，上杉憲政撤退。對此，武田氏認為諏訪氏此舉乃違犯盟約，因此計劃進攻諏訪領。
天文11年（1542年）3月，賴重與信濃守護小笠原長時聯手進軍甲斐，但被晴信在瀨澤擊退。適逢，諏訪領內氣候反常，長年受到自然災害破壞，諏訪氏卻仍然繼續進行軍事行動，領地未有增加之餘，長年累月之下逐漸失去領民的支持。但參考『妙法寺記』與『高白齋記』等書皆無此戰的記載，此戰應是甲陽軍鑑所虛構。
同時，賴重與長時聯手進攻甲斐一事，導致武田和諏訪兩家的關係惡化，兩家的邊境亦不時爆發零星的衝突。為了對抗諏訪惣領家，晴信策反對諏訪惣領家不滿，同族的諏訪庶家出身的高遠賴繼和諏訪下社的金刺氏。其後在6月24日，晴信大舉進攻上諏訪。
6月29日，晴信在御射山設下本陣，與此相對諏訪軍則在7月1日於矢崎原和武田軍對峙。7月2日，高遠賴繼應晴信的要求，攻入上諏訪。由於諏訪軍的兵力僅有騎兵150人、步兵700至800人左右，只足夠與武田和高遠軍對峙）。因此，賴重焚毀自己的居城上原城，並且撤退至支城桑原城。原本，甲斐一國與諏訪一郡的戰力、軍費的差異已經是大相逕庭，加上武田軍在統一甲斐的過程中戰鬥無數，早已適應戰鬥，因此武田軍逐漸取得優勢。
7月3日，武田和高遠聯軍進逼賴重，將其身處的桑原城重重包圍。然而，窮途末路的諏訪軍背水一戰，加上天氣惡劣的情況下，導致聯軍始終無法攻下桑原城。晴信有見守城兵頑強抵抗，因此解除包圍並後退，但是士氣正盛的諏訪兵卻開始逃亡。7月5日，留守在桑原城的城兵就只餘下諏訪一門。
有見形勢急轉直下，賴重以晴信妹夫的身份，希望能夠與晴信和解，晴信接受其建議並將賴重帶返甲斐。雖然和解的條件是保證賴重的性命，但在7月21日晴信違背承諾，命令賴重與其弟諏訪賴高切腹。就此，諏訪惣領家實質上滅亡。

## 戰後
晴信消滅諏訪家後，本來未有打算佔領諏訪郡全域，而是以宮川為界，與高遠賴繼平分諏訪領，然而這次分界無法滿足賴繼的要求，並且在兩個月後的9月，賴繼發兵進攻上諏訪，導致原本聯手進攻諏訪賴重的兩軍兵戎相見。